# Farsang

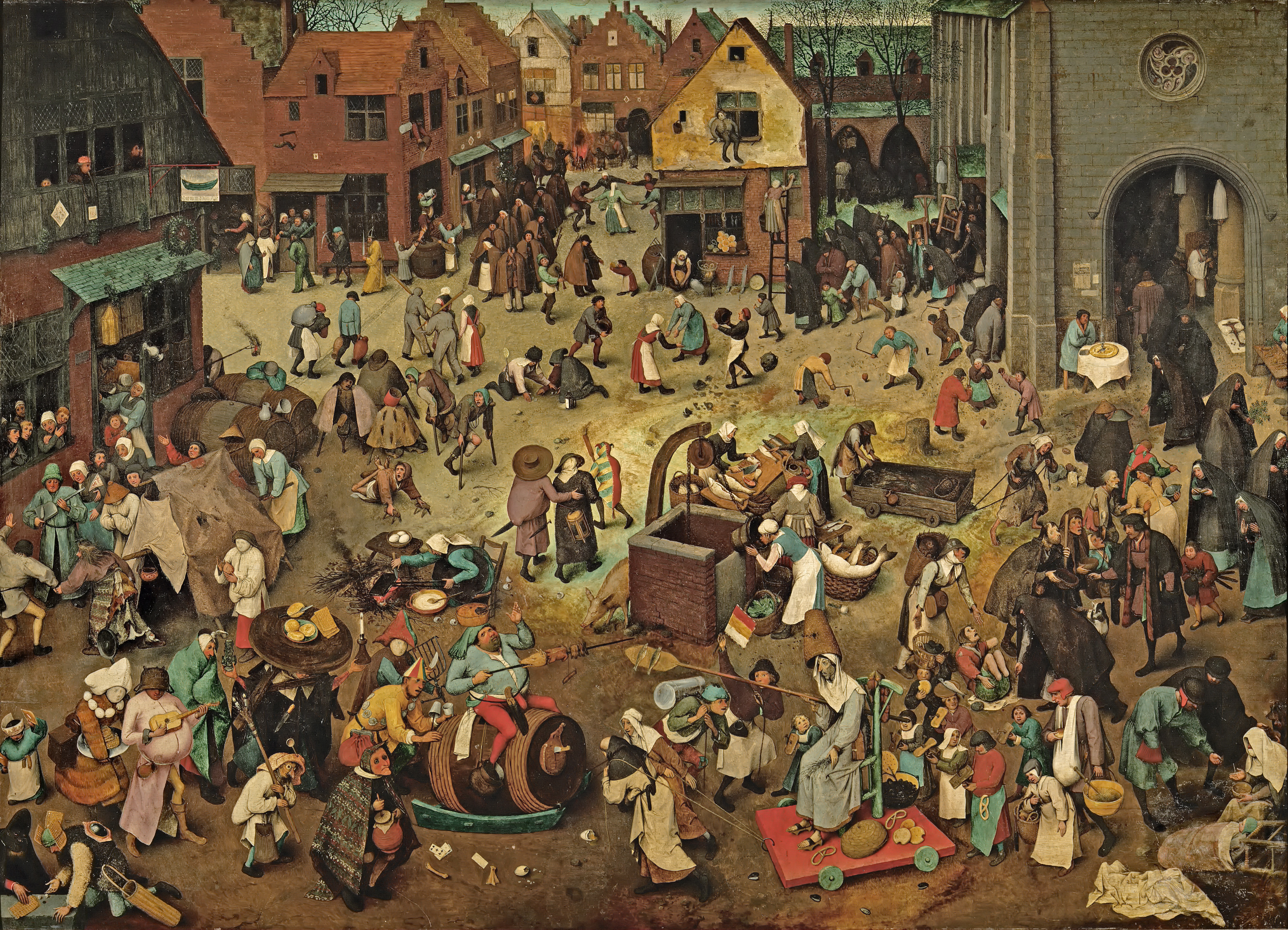
Idősebb Pieter Bruegel: Farsang és böjt harca

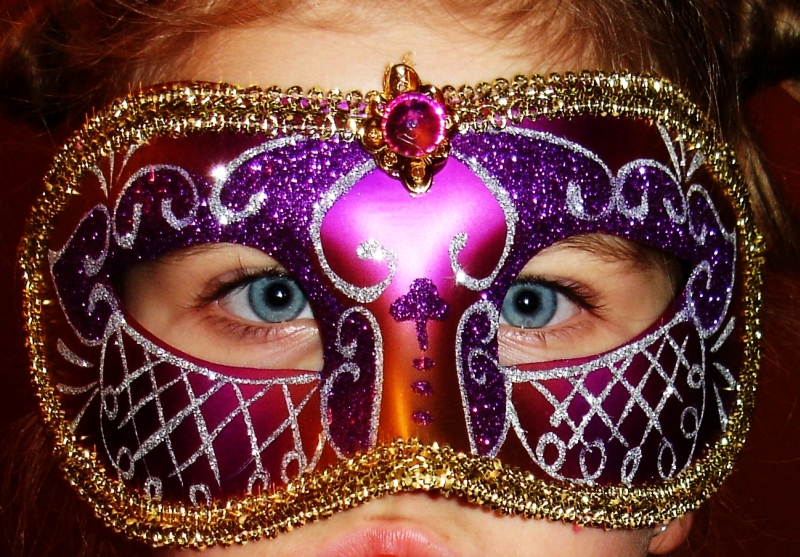
Farsangi álarcban

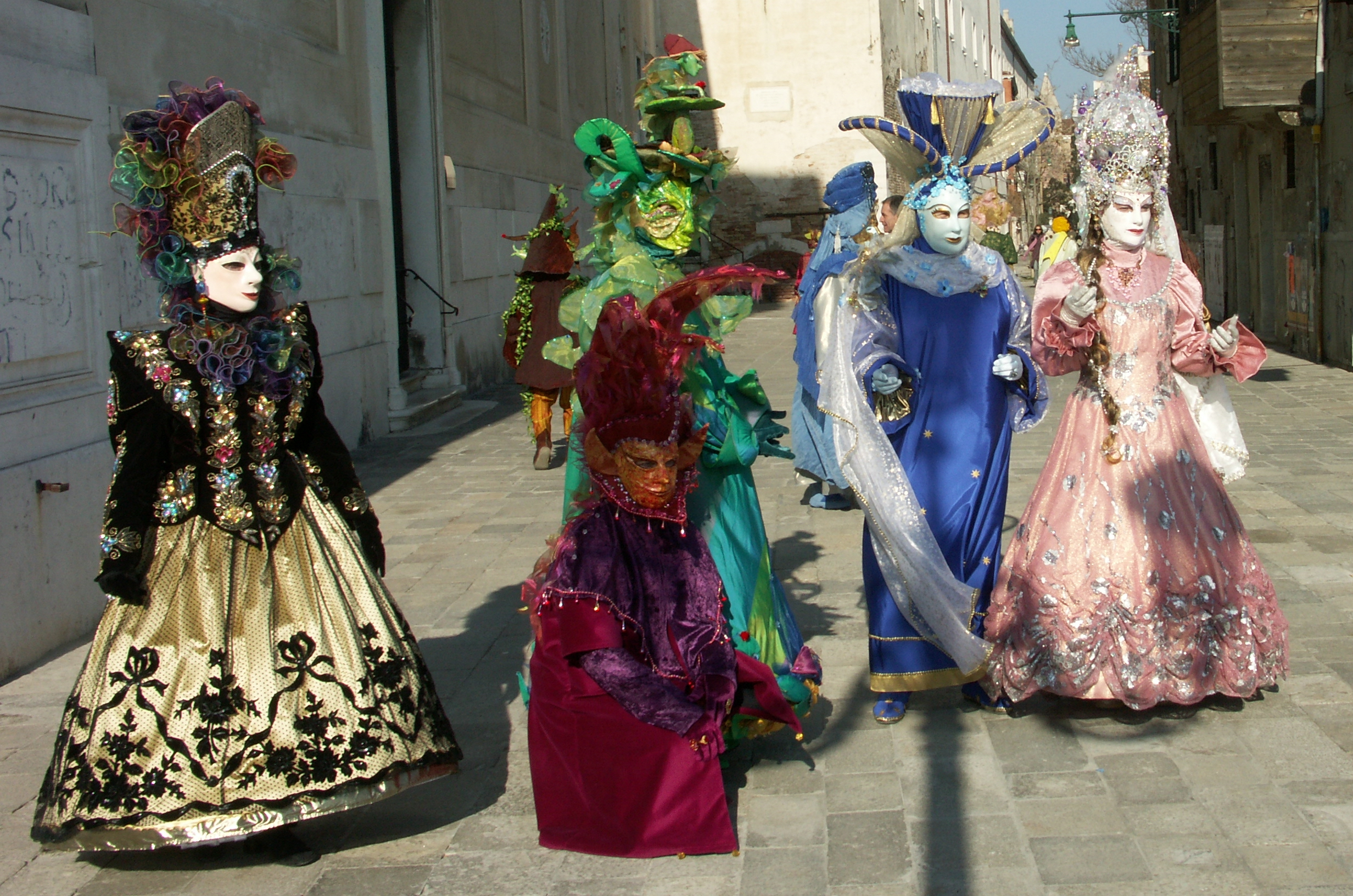
Maskarák a velencei karneválon

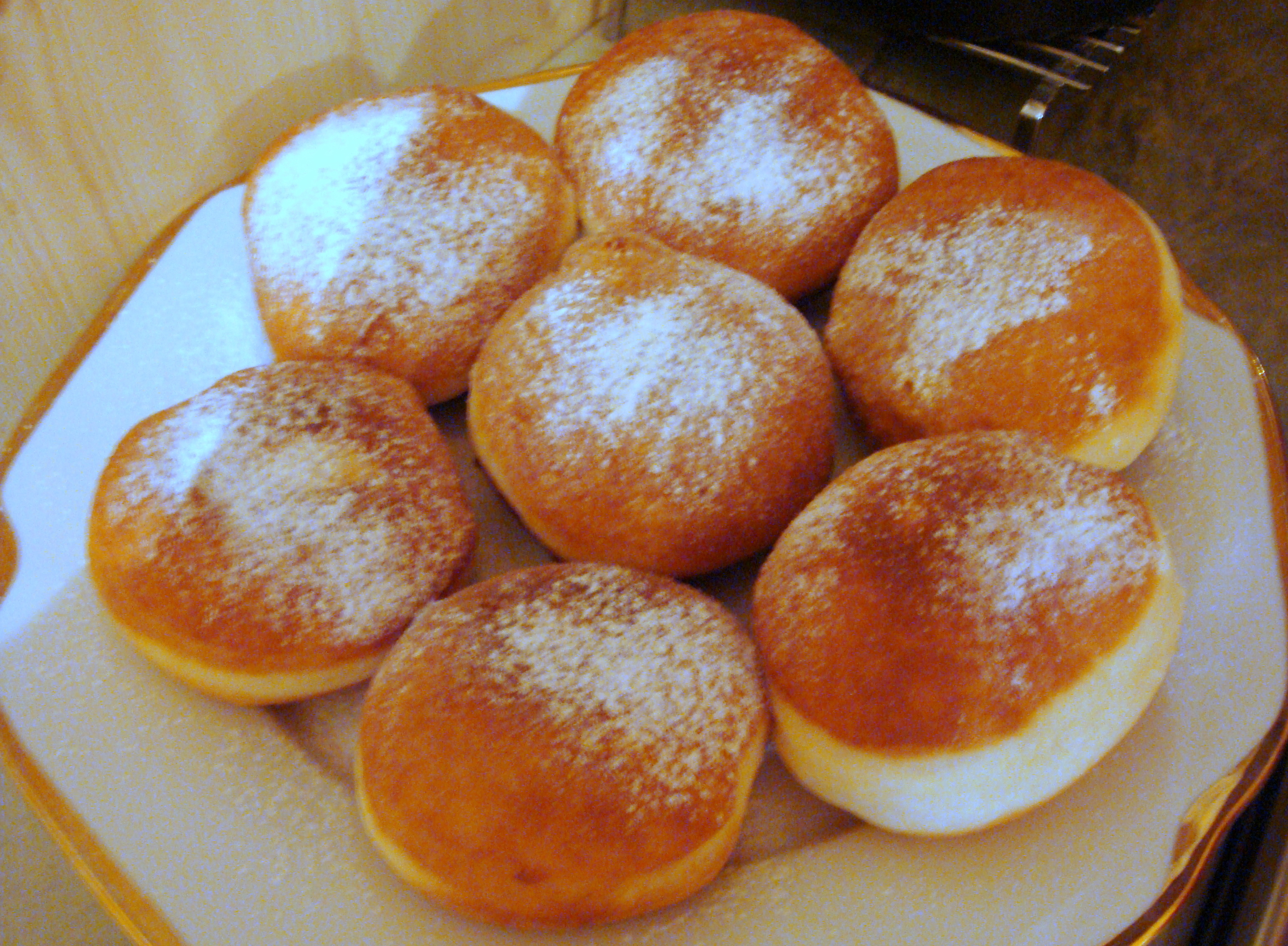
Farsangi fánk

A farsang a vízkereszttől (január 6.) húshagyókedd éjféléig, a hamvazószerdával kezdődő nagyböjtig (a húsvétot megelőző 46. napig) tartó időszak elnevezése. Hagyományosan a vidám lakodalmak, bálok, mulatságok, népünnepélyek jellemzik. A farsang jellegzetessége, hogy a keresztény liturgikus naptárban nem kötődik hozzá jelentős vallási ünnep, alapvetően a gazdag néphagyományokra épül (lásd: torkos csütörtök). A kereszténység előtti időkből származó farsangi mulatságokat az „erkölcsös” 16. és 17. században nem eredete, hanem bujaságot szimbolizáló szokásai miatt tiltották.
A farsang csúcspontja a karnevál, hagyományos magyar nevén „a farsang farka”. Ez a farsangvasárnaptól húshagyókeddig tartó utolsó három nap, ami nagy mulatságok közepette, valójában télbúcsúztató is. Számos városban ekkor rendezik meg a híres karnevált (riói karnevál, velencei karnevál), Magyarországon pedig a farsang legnevezetesebb eseményét, a mohácsi busójárást.

## A magyarság körében
A farsang elnevezése és a legrégebbi szokásadatok középkori német polgári hatásra vallanak, de vannak az Anjouk és Mátyás király udvarából itáliai hatásra utaló adatok is.
A farsang a párválasztás időszaka volt és egyben fontos „esküvői szezon”, mivel a húsvéti böjt időszakában már tilos volt esküvőt tartani. Erre utal az ünnepnapok elnevezése is (pl. első menyegzős vasárnap = vízkereszt utáni első vasárnap, vővasárnap = farsangvasárnap az ifjú férj az após kontójára fogyasztott stb.).
A falvakban a legények szervezték a bálokat. A lányok rokonaik közvetítésével bokrétát adtak a kiszemelt legénynek, aki a farsang végén nyilvános színvallásként a kalapjára tűzte. A báli szezon és táncmulatság lényege az eljegyzés volt.

### Farsangvasárnap
- A farsangvasárnap a farsangi időszak végén lévő farsang farkának első napja.
- Számos helyen ezen a napon tűzték a legények kalapjukra a kiválasztott lányok bokrétáját.
- További elnevezései: csonthagyóvasárnap, ötvenedvasárnap, sonkahagyóvasárnap, hathagyóvasárnap, kilencben hagyó harmad vasárnap, piroskavasárnap (piroska nevű kalács után), vővasárnap (az ifjú férj a lány családjának kontójára mulatott), sardóvasárnap (sodrózás jelentése szerencsekívánás), vajhagyóvasárnap (görögkatolikusoknál). Hétfő a farsang farkának középső napja.
- Gyakran ezen a napon tartották az asszonyfarsangot. Ezen a napon a nők korlátlanul ihattak, zeneszó mellett nótáztak, férfi módra mulattak.
- Ezután húsvétig már tilos volt az esküvő, a tánc és a vigadalom.
- További elnevezései: húshagyó hétfő, böjtelő hétfő.

### Húshagyókedd
A húshagyókedd, a farsang és egyben a farsang farkának utolsó napja. Mozgó egyházi ünnep, mindig 47 nappal előzi meg a húsvétot. A farsangtemetés időpontja. További elnevezései: húshagyási kedd, farsangkedd, madzaghagyókedd (ez utóbbi utalás a madzagon lógó ételek elfogyására). Ezen a napon általában szalmabábut (kiszebábu) vagy koporsót égettek, jelképesen lezárták a farsangot és a telet.
A húshagyókeddet követi a hamvazószerda, amely a 40 napos nagyböjt kezdete. A mai magyar gyakorlat szerint az ezt követő nap a torkos csütörtök, de ezt tévesen élesztették újjá ezen a napon, mert valós időpontja egy héttel korábbra esik. A keresztények ilyenkor nem esznek húst és befejezik a mulatozásokat, böjtölnek 40 napig, húsvét vasárnapjáig.

### Konc király és Cibere vajda
Cibere vajda és Konc király egy Európa-szerte elterjedt szokás, dramatikus játék. Cibere vajda neve a böjti ételt, a ciberét jelképezi, Konc király pedig a húsos, zsíros ételeket. Vízkeresztkor és húshagyókedden megküzdöttek egymással, első esetben Konc király, másodízben pedig Cibere vajda nyerte a párviadalt. Farsangi szokások keretében szalmabábokkal is eljátszották a tréfás küzdelmet.

### Erdélyben
Társadalmi keretük a dramatikus-játékos szokásokkal telítődött fonó. A leányfonókban a munkát a fonójátékok váltogatták. A legények játékai részben ügyességi és erőpróbák voltak, részben a fiatalabbak, be nem avatottak ugratására szolgáltak. Leányok és legények közös társasjátékai sokszor párválasztó jellegűek, és gyakran zálogkiváltással, öleléssel, csókkal végződtek. A fonók gyakori vendégei voltak az alakoskodások utolsó és legfontosabb képviselői: a farsangosok vagy népi elnevezéssel maszkurák, maszkurások. Játékuk valamilyen tréfás jelenet (állatvásár, halottsiratás, temetés), nemritkán drasztikus és obszcén jelenetekkel. Jelenetük egy része vagy befejezése szilaj, sokszor groteszk tánc; a kizárólag ilyenkor dívó farsangos vagy maszkurás táncdalt az egész fonó énekelte.
Húshagyókedden történt, a sok farsangi lakodalom után, a pártában maradt leányok, agglegények kicsúfolása. Az ún. tuskóhúzás vagy tuskózás a legények tréfás lakodalmi menete volt végig a falun; a menet végén vénleánynak öltözött legények kötélnél vagy láncnál fogva egy fatuskót húztak a pártában maradt leányok megbélyegzésére. A másik húshagyókeddi szokás a farsangtemetés: szintén tréfás felvonulás, amelynek végén a farsangot (vagy telet) jelképező és a faluban végighordott szalma- vagy rongybábut tréfás siratás közben elégették, esetleg a vízbe dobták. A farsangi húsos ételek után a böjtös ételek győzelmét jelképező Cibre (Cibere) vajda és Konc (Csont, Sódar) vitéz (király) párviadalát valaha szintén megszemélyesítették.

## Más országokban

### Olaszország
A többségében katolikus országokhoz hasonlóan a húsvétot megelőző nagyböjt előtti időszak. Végét a világszerte ismert Velencei karnevál jellemzi, amelyhez hasonlókat nemcsak a Velencei-lagúna,  hanem az egész ország városaiban is megrendeznek.

### Oroszország
A pravoszláv hagyományban a nagyböjtöt megelőző utolsó hét a nyugati kereszténység farsangjához hasonló időszak, amelynek orosz neve maszlenyica. Ezen a héten már tilos a hús fogyasztása, de a tejtermékek és a tojás (amelyek a böjt alatt szintén tilosak) még megengedettek. Ennek megfelelően a maszlenyica hagyományos étele a blini (palacsinta), amit szokás szerint vajjal, kaviárral, gombával, lekvárral vagy tejföllel fogyasztanak. Az ünnepi héten nagy számú palacsinta készül, és szokás szerint az elsőként kisült palacsinták a rászorulóknak jutnak.

### Nagy Britannia és Írország
Nagy Britanniában és Írországban elterjedt szokás, hogy a városok palacsintás versenyfutást (Pancake Day) rendeznek húshagyókedden, amikor futás közben egy serpenyőből néhány másodpercenként kell feldobálni a palacsintát.
Van, ahol tömegfutballt (mob football) rendeznek ezen a napon.